# 地圖 (小說)
《地圖》是一部衛斯理系列中的小説，由香港科幻小説作家倪匡所寫，系列編號014，屬於前期作品。主要圍繞著探險家羅洛的遺物的其中一份地圖。故事描述圍繞這份地圖的四個好朋友的遭遇。以及因太空船墜毀地球，不得不生活在地底的一群外星人(火人)的悲哀，是一部情節曲折的故事。

## 故事大綱

### 一幅標有金色的地圖
探險家羅洛死後，他的好友衛斯理、樂生博士（探險家）、唐月海（人類學家）及阮耀（收藏家）按照羅洛的遺願，將他的遺物全部燒掉。在焚燒羅洛的遺物時，一張地圖從文件櫥中飄了出來，阮耀拾起地圖後問眾人，地圖上的金色是什麼意思。因這地圖上無任何地名，只標箸一比四萬的比例，故衛斯理等人遍查世界各地地圖以求證這地圖所示地方，無功。當各人按之前的安排要燒毀這張地圖時，隱形墨水現形，發現地圖的比例原來是一比四百。地圖雖被燒毀，但衛斯理之前替地圖拍了照片，各人打算繼續尋找地圖所指示的地方，竟發現地圖所示的竟是阮耀家的花園，眾人到他花園探險。

### 危險記號
唐月海在地圖中標示危險的地方掘起石板，翌日離奇地心臟病發死亡。阮耀家的長毛牧羊犬也瘋狂挖掘，沒多久也狂吠至死。眾人到阮家圖書館查證當年買地事，發現羅洛生前曾來過，並撕去廿九頁日記。圖書館突然大火，樂生博士被燒死。

### 神秘大火
傑克上校加入，認為神秘記號是地雷，是外星人為了保護自己的措施，阮耀找工人掘開地基，發現其下有二十層花崗石。傑克上校調查神秘大火，此時眾人發現在二十層花崗石下有一金屬板，板下有超過三千碼的深洞。阮耀下去，卻意外失去聯絡並失蹤。

### 神秘深洞
傑克要封洞，衛斯理說服傑克上校，在封洞前再下去，以免阮耀孤立無援，當繩索縋到二千八百碼時與地面失去聯絡。衛斯理在三千碼下發現洞中地面，跳下後聽見潺潺水聲似乎是一口水井，此時一個人向他撲來。衛斯理意外找回阮耀，發現他在洞底看到了太空船紀錄器播放影片，得悉此洞是當年外星人太空船墜毀衝撞地球時形成的，外星人型態不明，但說話像嘆息聲，兩人在洞中都隱約聽到過。出洞後，洞為水所淹沒成為小湧泉。

### 外星人的悲哀
兩個月後，一名叫吳子俊的船長，來找衛斯理，表示從他曾祖父吳慧的日記得知，阮耀家中的花園原是一個名為吳家塘的池塘，原是吳慧擁有的。後來不知何故這池塘變為平地，而阮耀曾祖父阮勤向吳慧買下這地後，阮勤就發了大財。吳子俊後來得知羅洛認識阮勤的後人阮耀，就委託羅洛調查此事，豈料他出海五年，回港後，才知羅洛已死。

### 太空船墜毀吳家塘
衛斯理推測事情全貌，一百年前外星人太空船降落地球時墜毀，巨大的衝撞力造成地洞，令吳家塘的水瀉入地底，使池塘成為平地，存活的外星人因太空船已毀無法離開地球，只有在地下建造基地生活。當年阮勤與吳慧兩人一定見過這班外星人，並與外星人達成協定，外星人教他們某種致富方法，或是給了他們非常值錢的東西，他們則保守外星人的秘密，並將吳家塘新生地變成大屋的後花園，再在洞口鋪上層層花崗岩掩蓋。外星人過著與世無爭生活，但後來阮勤與吳慧可能因利益反目，阮勤奪到了所有財產，但因吳慧的日記沒有留下阮勤致富的原因，引起他的曾孫吳子俊好奇阮家發達歷史，而探險家羅洛受託後一定查出了全部真相才繪製了地圖，並發現洞口有某種保安裝置會引致生物的身體出現變化所以標註危險，唐月海就是本身心臟病被引發才死去，狗也是因此失常。現在外星人不希望再受打擾所以淹沒洞口，衛斯理推測這種外星人愛好和平，唐月海之死是因為疾病，樂生之死則純屬意外。

## 廣播劇
- 大陸廣州電台於2004年以起以粵語首播衛斯理廣播劇，由主播講出《地圖》故事。
  - 主播: 李錦源
  - 合共13集

| 前任者： 013 地心洪爐 | 衛斯理系列（按編號） 014 地圖                       | 繼任者： 015 叢林之神、風水 |
| 前任者： 貝殼         | 衛斯理系列（按連載時序） 1972年2月8日至1972年5月4日 | 繼任者： 規律               |